# 시셀라 카일
시셀라 카일(Sissela Kyle, 1957년 3월 17일 ~ )은 스웨덴의 배우, 코메디언이다.

## 출연 작품
- 에고 (2013)
- 6월의 4주 (2005)
- 봄베이 드림스 (2004)
- 미스 스웨덴 (2004)
- 깝스 (2003)
- 가족의 비밀 (2001)
- 고모론 (1992)